# Tyfte damm
Tyfte damm är en våtmark i Tjörns kommun i Bohuslän och ingår i Göta älv-Bäveåns kustområde.